# القنفذ سونيك 4
القنفذ سونيك 4 (بالإنجليزية: Sonic the Hedgehog 4؛ العنوان النموذجي كان مشروع نيدلماوس (Project Needlemouse))‏ هي لعبة فيديو 2010 من عدة أجزاء من نوع القفز على المنصة، التي طور كجزء من سلسلة ألعاب « القنفذ سونيك » على البلاي ستيشن 3، والإكس بوكس 360، والوي، والآي أو إس.
هذه اللعبة تبعة مباشرةً لألعاب القنفذ سونيك 3 وسونيك وناكلز. اللعبة من نوع التمرير الجانبي ثنائي الأبعاد ذكراً لألعاب الأصلية للقنفذ سونيك، مع التركيز على اللعب السريع.اللعب هي في صورة فائق الدقة على البلاي ستيشن 3، والإكس بوكس 360.
لقد أعلن عن اللعبة لأول مرة في موقع Gamespot.com في 9 سبتمبر، 2009، ونم كشف عن العنوان الرسمي للّعبة في 4 فبراير، 2010.
أفرج موقع جيم سبوت عن فيديو إعلان دعابي للّعبة في 8 سبتمبر، 2009.

## روابط خارجية
- القنفذ سونيك 4 على موقع IMDb (الإنجليزية)